# Ensign
La Ensign è stata una scuderia britannica di Formula 1  fondata da Mo Nunn.

## Storia
Dopo una lunga gavetta come costruttore nelle serie minori Morris "Mo" Nunn venne convinto dal proprio pilota Rikky von Opel a tentare l'avventura anche in Formula 1. Nel 1972 von Opel guidava per il team in Formula 3 e si laureò campione di F3 britannica nel campionato Lombard.

### 1973
Nel 1973 la Ensign corse sei gare debuttando nel Gran Premio di Francia, dove Von Opel si classificò al quindicesimo posto con la vettura chiamata N173, caratterizzata da un'aerodinamica complessa con molte carenature. La prima stagione si concluse con due sole gare portate a termine, ottenendo come miglior piazzamento un tredicesimo posto al Gran Premio di Gran Bretagna.

### 1974
L'anno successivo venne approntata una vettura più convenzionale, la N174. Von Opel venne confermato ma al Gran Premio d'Argentina decise di non presentarsi al via a causa della scarsa competitività della vettura e lasciò la squadra per accasarsi alla Brabham. Dal momento che la Ensign non riuscì a rimpiazzarlo per tempo, la squadra non si presentò ai gran premi di Brasile, Sudafrica e Spagna. Venne sostituito a partire dal Gran Premio del Belgio dall'australiano Vern Schuppan che ottenne un quindicesimo posto al debutto seguito da due ritiri, due mancate qualificazioni e due squalifiche, in Svezia per non essere partito dalla pit lane in seguito a una riparazione effettuata dopo il giro di allineamento e in Olanda per avere sostituito una ruota in una zona vietata dato che non riuscì a raggiungere il box. A partire dal Gran Premio d'Austria Schuppan viene sostituito dall'inglese Mike Wilds che centrò la qualificazione solo al Gran Premio degli Stati Uniti, dove tuttavia non venne classificato chiudendo la gara a 9 giri di distacco dal vincitore Reutemann e senza benzina.

### 1975

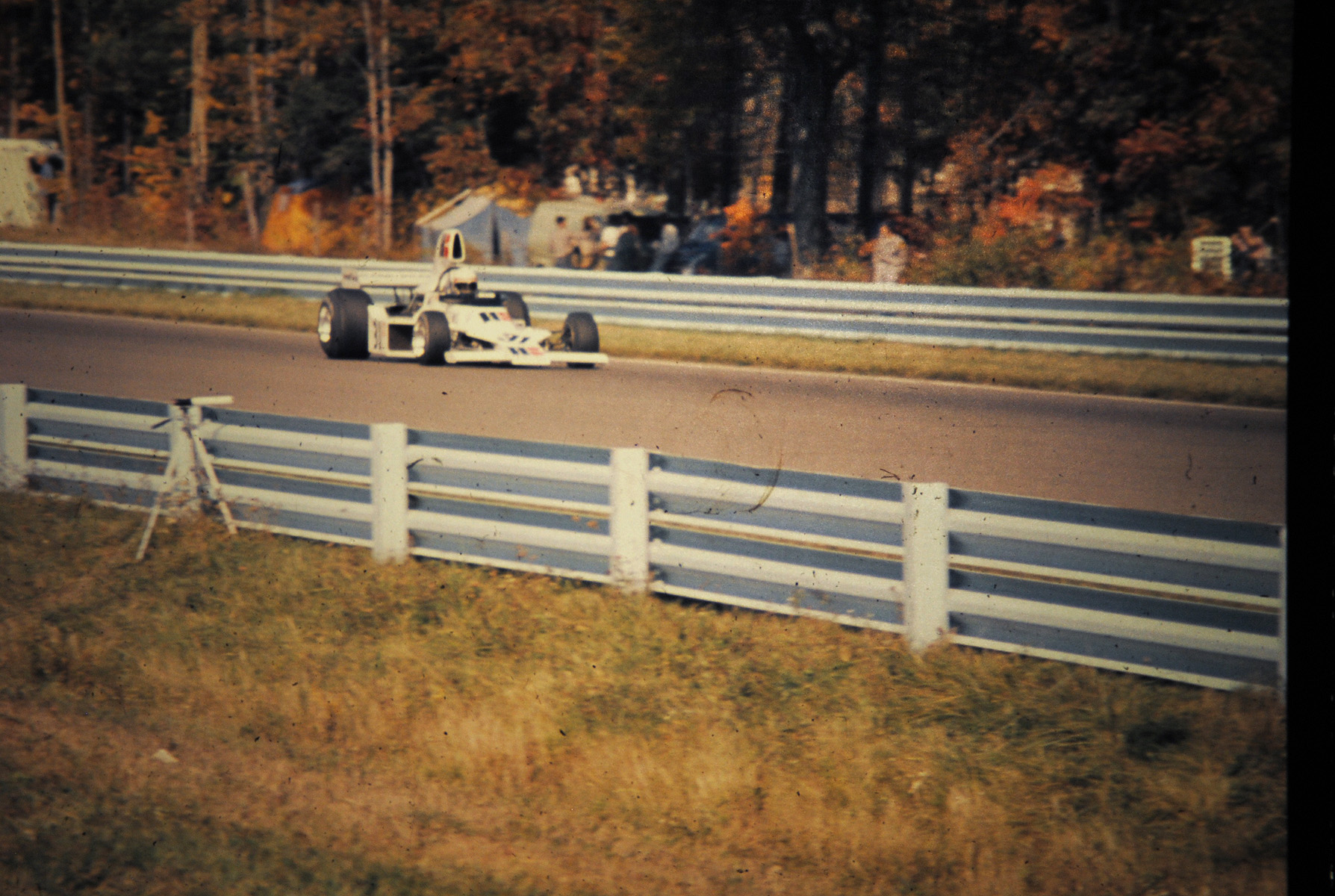
La N175 di Wunderink a Watkins Glen

Nel 1975 la scuderia ottenne una sponsorizzazione dalla ditta olandese H.B. Bewaking, che però terminò con una causa legale dalla quale nacque la scuderia Boro. La nuova sponsorizzazione portò nella scuderia i piloti olandesi Roelof Wunderink e Gijs van Lennep, con il primo che prese parte a sei gare concludendo solamente il Gran Premio d'Austria 4 giri dietro Vittorio Brambilla e il secondo che corse in tutti i tre gran premi ai quali prese parte, ottenendo un sesto posto in Germania conquistando il primo punto della storia della Ensign in Formula 1. Chris Amon gareggiò in Austria e Italia concludendo dodicesimo in entrambe le occasioni.

### 1976
Il miglior periodo per la scuderia fu il biennio 1976-1977. Nel primo anno, con Chris Amon al volante, la Ensign ottenne un quinto posto alla Race of Champions (con la vettura del 1974), corsa non valida per il mondiale, mentre lo stesso pilota chiuse quinto nel Gran Premio di Spagna e si classificò terzo nelle prove del Gran Premio di Svezia. Il neozelandese venne licenziato dopo il Gran Premio di Germania, nel quale prestò soccorso a Niki Lauda e poi si rifiutò di ritornare in pista. Venne sostituito per il successivo Gran Premio d'Austria da Hans Binder e successivamente da Jacky Ickx. Al Gran Premio del Belgio la scuderia iscrisse anche lo svizzero Antonio Bernardo, che tuttavia non prese parte nemmeno alle prove. 

### 1977
L'anno dopo con Clay Regazzoni e Patrick Tambay la Ensign arrivò sei volte a punti (tre a testa per i due piloti), ottenendo in tutto dieci punti. In realtà la N177 di Tambay non era gestita direttamente dalla Ensign, ma dalla Theodore Racing che l'anno dopo provò a realizzare una vettura propria. Jacky Ickx corse il Gran Premio di Monaco classificandosi decimo.

### 1978
Dalla stagione 1978 la scuderia visse un lungo declino, tanto che spesso fu costretta a far correre piloti paganti, anche se in quella stagione ebbe il merito di far esordire in Formula 1 Nelson Piquet. La scuderia iniziò la stagione con Danny Ongais e Lamberto Leoni, che lasciarono la squadra dopo due e quattro gare a causa di problemi di affidabilità e scarse prestazioni. A partire dal Gran Premio di Monaco la Ensign schierò una sola macchina affidata per quattro gare a Jacky Ickx e successivamente a Derek Daly, che concluse la stagione. L'irlandese venne sostituito nel Gran Premio di Germania da Nelson Piquet; Harald Ertl si unì al team sulla seconda vettura (#23)  in Germania, Olanda, Austria ed Italia (ad Hockenheim era sesto quando ruppe il motore a pochi km dal traguardo); al Gran Premio del Belgio la scuderia iscrisse anche il pilota privato locale Bernard de Dryver, che non riuscì a qualificarsi, e al Gran Premio degli Stati Uniti schierò anche Brett Lunger, proveniente dalla Liggett Group.

### 1979
Nel 1979 Daly corse i primi sette gran premi mancando la qualificazione per quattro volte; dopo il suo passaggio alla Tyrrell venne sostituito per cinque gare da Patrick Gaillard che tagliò il traguardo solo in occasione del Gran Premio di Gran Bretagna a 3 giri da Regazzoni. A partire dal Gran Premio d'Italia Gaillard venne rimpiazzato dal debuttante Marc Surer che poche settimane prima aveva vinto il campionato europeo di Formula 2.

### 1980
La stagione 1980, in cui sperava in un rilancio con l'ingaggio di Clay Regazzoni e la sponsorizzazione della Unipart, fu funestata dall'incidente occorso a Long Beach proprio a Regazzoni a causa di una rottura dei freni, in cui il pilota ticinese perse l'uso delle gambe. Lo svizzero venne sostituito per due gare dall'inglese Tiff Needell e dall'olandese Jan Lammers per il resto della stagione. La Ensign schierò una seconda vettura guidata da Geoff Lees in occasione dei gran premi di Olanda e Italia, preferendolo in entrambe le occasioni a Kevin Cogan.

### 1981

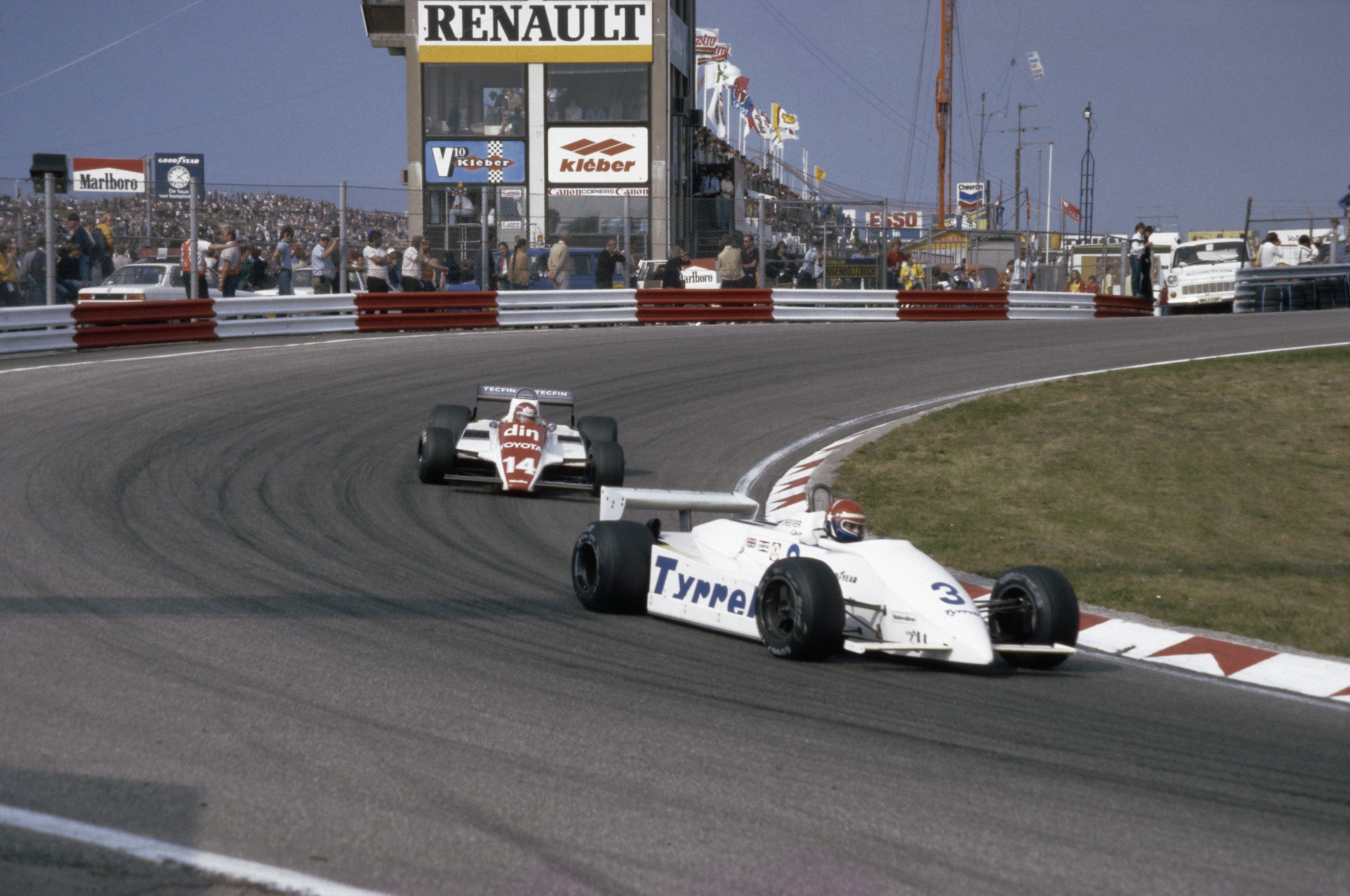
Salazar dietro la Tyrrell di Eddie Cheever a Zandvoort nel 1981

L'ultimo sussulto vi fu l'anno successivo quando Marc Surer, ritornato in Ensign dopo una stagione in ATS, conquistò il giro più veloce al Gran Premio del Brasile dove chiuse quarto. A partire dal Gran Premio di Spagna Surer venne rimpiazzato dal cileno Eliseo Salazar. La scuderia arrivò tre volte a punti (due con Surer e una con Salazar). In Brasile la scuderia iscrisse al posto di Surer il debuttante colombiano Ricardo Londoño, forte di buoni risultati ottenuti in Formula Aurora e portatore di munifici sponsor. Il colombiano venne tuttavia escluso a causa della mancata emissione della superlicenza dopo che un'indagine della Formula One Constructors Association scoprì che i soldi del suo sponsor provenivano dal traffico di cocaina.

### 1982
Per la stagione 1982 venne iscritto il colombiano Roberto Guerrero, che venne segnalato alla scuderia insieme a Londoño l'anno prima. La squadra non si schierò al Gran Premio del Sudafrica dopo che Maurer, proprietario della squadra di Formula 2 Mampe-Maurer per la quale Guerrero correva, si oppose al suo utilizzo. Al Gran Premio di San Marino la Ensign aderì al boicottaggio della FOCA e non si presentò.
A causa del progressivo deterioramento delle proprie condizioni finanziarie, al termine della deludente stagione 1982 vi fu la fusione con la Theodore Racing, a cui l'Ensign cedette la vettura N181 (che adottava soluzioni poi copiate da altri team in materia telaistica). Mo Nunn emigrerà nelle formule nordamericane, dove prima con Chip Ganassi e poi da solo conquisterà molti successi.
Il Team Ensign nell'ultimo anno di attività fu anche attivo nel Campionato britannico di Formula 1: nell'ultima edizione di questo campionato, si schierò ufficialmente con le vetture che avevano disputato il mondiale 1981. Jim Crawford e Joe Castellano si aggiudicarono 4 delle 5 gare. Crawford vinse anche il campionato. Successivamente la vettura di Crawford venne trasformata per correre nel campionato Can-Am.

## Risultati
| Anno | Vettura | Motore            | Gomme | Piloti   |  |  |  |  |  |  |  |    |    |    |  |     |     |    |     | Punti | Pos. |
| ---- | ------- | ----------------- | ----- | -------- |  |  |  |  |  |  |  | -- | -- | -- |  | --- | --- | -- | --- | ----- | ---- |
| 1973 | N173    | Ford Cosworth DFV | F     | von Opel |  |  |  |  |  |  |  | 15 | 13 | NP |  | Rit | Rit | NC | Rit | 0     | -    |

| Anno | Vettura | Motore            | Gomme | Piloti   |    |  |  |  |    |     |    |    |    |    |     |    |    |    |    | Punti | Pos. |
| ---- | ------- | ----------------- | ----- | -------- | -- |  |  |  | -- | --- | -- | -- | -- | -- | --- | -- | -- | -- | -- | ----- | ---- |
| 1974 | N174    | Ford Cosworth DFV | F     | von Opel | NP |  |  |  |    |     |    |    |    |    |     |    |    |    |    | 0     | -    |
| 1974 | N174    | Ford Cosworth DFV | F     | Schuppan |    |  |  |  | 15 | Rit | SQ | SQ | NQ | NQ | Rit |    |    |    |    | 0     | -    |
| 1974 | N174    | Ford Cosworth DFV | F     | Wilds    |    |  |  |  |    |     |    |    |    |    |     | NQ | NQ | NQ | NC | 0     | -    |

| Anno | Vettura    | Motore            | Gomme | Piloti     |  |  |  |     |    |  |  |    |    |    |   |    |    |     | Punti | Pos. |
| ---- | ---------- | ----------------- | ----- | ---------- |  |  |  | --- | -- |  |  | -- | -- | -- | - | -- | -- | --- | ----- | ---- |
| 1975 | MN174 N175 | Ford Cosworth DFV | G     | Wunderink  |  |  |  | Rit | NQ |  |  |    |    | NQ |   | NC | NQ | Rit | 1     | 13º  |
| 1975 | MN174 N175 | Ford Cosworth DFV | G     | van Lennep |  |  |  |     |    |  |  | 10 | 15 |    | 6 |    |    |     | 1     | 13º  |
| 1975 | MN174 N175 | Ford Cosworth DFV | G     | Amon       |  |  |  |     |    |  |  |    |    |    |   | 12 | 12 |     | 1     | 13º  |

| Anno | Vettura    | Motore            | Gomme | Piloti   |  |    |   |   |     |    |     |    |     |     |     |     |    |    |     |  | Punti | Pos. |
| ---- | ---------- | ----------------- | ----- | -------- |  | -- | - | - | --- | -- | --- | -- | --- | --- | --- | --- | -- | -- | --- |  | ----- | ---- |
| 1976 | MN174 N176 | Ford Cosworth DFV | G     | Amon     |  | 14 | 8 | 5 | Rit | 13 | Rit |    | Rit | Rit |     |     |    |    |     |  | 2     | 12º  |
| 1976 | MN174 N176 | Ford Cosworth DFV | G     | Nève     |  |    |   |   |     |    |     | 18 |     |     |     |     |    |    |     |  | 2     | 12º  |
| 1976 | MN174 N176 | Ford Cosworth DFV | G     | Binder   |  |    |   |   |     |    |     |    |     |     | Rit |     |    |    |     |  | 2     | 12º  |
| 1976 | MN174 N176 | Ford Cosworth DFV | G     | Ickx     |  |    |   |   |     |    |     |    |     |     |     | Rit | 10 | 13 | Rit |  | 2     | 12º  |
| 1976 | MN174 N176 | Ford Cosworth DFV | G     | Bernardo |  |    |   |   | NA  |    |     |    |     |     |     |     |    |    |     |  | 2     | 12º  |

| Anno | Vettura | Motore            | Gomme | Piloti    |   |     |   |     |     |    |     |   |   |    |     |     |     |   |   |     |     | Punti | Pos. |
| ---- | ------- | ----------------- | ----- | --------- | - | --- | - | --- | --- | -- | --- | - | - | -- | --- | --- | --- | - | - | --- | --- | ----- | ---- |
| 1977 | N177    | Ford Cosworth DFV | G     | Regazzoni | 6 | Rit | 9 | Rit | Rit | NQ | Rit | 7 | 7 | NQ | Rit | Rit | Rit | 5 | 5 | Rit | Rit | 10    | 10º  |
| 1977 | N177    | Ford Cosworth DFV | G     | Ickx      |   |     |   |     |     | 10 |     |   |   |    |     |     |     |   |   |     |     | 10    | 10º  |

| Anno | Vettura | Motore            | Gomme | Piloti    |     |     |    |    |     |     |     |    |    |     |     |    |     |    |    |   | Punti | Pos. |
| ---- | ------- | ----------------- | ----- | --------- | --- | --- | -- | -- | --- | --- | --- | -- | -- | --- | --- | -- | --- | -- | -- | - | ----- | ---- |
| 1978 | MN177   | Ford Cosworth DFV | G     | Ongais    | Rit | Rit |    |    |     |     |     |    |    |     |     |    |     |    |    |   | 1     | 14º  |
| 1978 | MN177   | Ford Cosworth DFV | G     | Leoni     | Rit | NP  | NQ | NQ |     |     |     |    |    |     |     |    |     |    |    |   | 1     | 14º  |
| 1978 | MN177   | Ford Cosworth DFV | G     | Ickx      |     |     |    |    | Rit | 12  | Rit | NQ |    |     |     |    |     |    |    |   | 1     | 14º  |
| 1978 | MN177   | Ford Cosworth DFV | G     | Daly      |     |     |    |    |     |     |     |    | NQ | Rit |     | SQ | Rit | 10 | 8  | 6 | 1     | 14º  |
| 1978 | MN177   | Ford Cosworth DFV | G     | Piquet    |     |     |    |    |     |     |     |    |    |     | Rit |    |     |    |    |   | 1     | 14º  |
| 1978 | MN177   | Ford Cosworth DFV | G     | de Dryver |     |     |    |    |     | NPQ |     |    |    |     |     |    |     |    |    |   | 1     | 14º  |
| 1978 | MN177   | Ford Cosworth DFV | G     | Lunger    |     |     |    |    |     |     |     |    |    |     |     |    |     |    | 13 |   | 1     | 14º  |

| Anno | Vettura    | Motore            | Gomme | Piloti   |    |    |    |     |    |    |    |    |    |    |     |    |    |    |     | Punti | Pos. |
| ---- | ---------- | ----------------- | ----- | -------- | -- | -- | -- | --- | -- | -- | -- | -- | -- | -- | --- | -- | -- | -- | --- | ----- | ---- |
| 1979 | MN177 N179 | Ford Cosworth DFV | G     | Daly     | 11 | 13 | NQ | Rit | NQ | NQ | NQ |    |    |    |     |    |    |    |     | 0     | -    |
| 1979 | MN177 N179 | Ford Cosworth DFV | G     | Gaillard |    |    |    |     |    |    |    | NQ | 13 | NQ | Rit | NQ |    |    |     | 0     | -    |
| 1979 | MN177 N179 | Ford Cosworth DFV | G     | Surer    |    |    |    |     |    |    |    |    |    |    |     |    | NQ | NQ | Rit | 0     | -    |

| Anno | Vettura | Motore            | Gomme | Piloti    |    |     |   |     |     |    |    |    |    |    |     |    |    |     | Punti | Pos. |
| ---- | ------- | ----------------- | ----- | --------- | -- | --- | - | --- | --- | -- | -- | -- | -- | -- | --- | -- | -- | --- | ----- | ---- |
| 1980 | N180    | Ford Cosworth DFV | G     | Regazzoni | NC | Rit | 9 | Rit |     |    |    |    |    |    |     |    |    |     | 0     | -    |
| 1980 | N180    | Ford Cosworth DFV | G     | Needell   |    |     |   |     | Rit | NQ |    |    |    |    |     |    |    |     | 0     | -    |
| 1980 | N180    | Ford Cosworth DFV | G     | Lammers   |    |     |   |     |     |    | NQ | NQ | 14 | NQ | NQ  | NQ | 12 | Rit | 0     | -    |
| 1980 | N180    | Ford Cosworth DFV | G     | Lees      |    |     |   |     |     |    |    |    |    |    | Rit | NQ |    |     | 0     | -    |

| Anno | Vettura | Motore            | Gomme | Piloti  |     |    |     |   |    |   |    |     |    |    |     |   |     |     |    | Punti | Pos. |
| ---- | ------- | ----------------- | ----- | ------- | --- | -- | --- | - | -- | - | -- | --- | -- | -- | --- | - | --- | --- | -- | ----- | ---- |
| 1981 | N180B   | Ford Cosworth DFV | M A   | Surer   | Rit | 4  | Rit | 9 | 11 | 6 |    |     |    |    |     |   |     |     |    | 5     | 11º  |
| 1981 | N180B   | Ford Cosworth DFV | M A   | Londoño |     | ES |     |   |    |   |    |     |    |    |     |   |     |     |    | 5     | 11º  |
| 1981 | N180B   | Ford Cosworth DFV | M A   | Salazar |     |    |     |   |    |   | 14 | Rit | NQ | NC | Rit | 6 | Rit | Rit | NC | 5     | 11º  |

| Anno | Vettura    | Motore            | Gomme | Piloti   |    |    |     |  |    |    |     |     |    |     |    |   |     |     |    |    | Punti | Pos. |
| ---- | ---------- | ----------------- | ----- | -------- | -- | -- | --- |  | -- | -- | --- | --- | -- | --- | -- | - | --- | --- | -- | -- | ----- | ---- |
| 1982 | N180B N181 | Ford Cosworth DFV | A P   | Guerrero | NP | NQ | Rit |  | NQ | NQ | Rit | Rit | NQ | Rit | NQ | 8 | Rit | Rit | NC | NP | 0     | -    |

| Legenda | 1º posto     | 2º posto | 3º posto    | A punti         | Senza punti/Non class.  | Grassetto – Pole position Corsivo – Giro più veloce |
| Legenda | Squalificato | Ritirato | Non partito | Non qualificato | Solo prove/Terzo pilota | Grassetto – Pole position Corsivo – Giro più veloce |